# 옴 (단위)

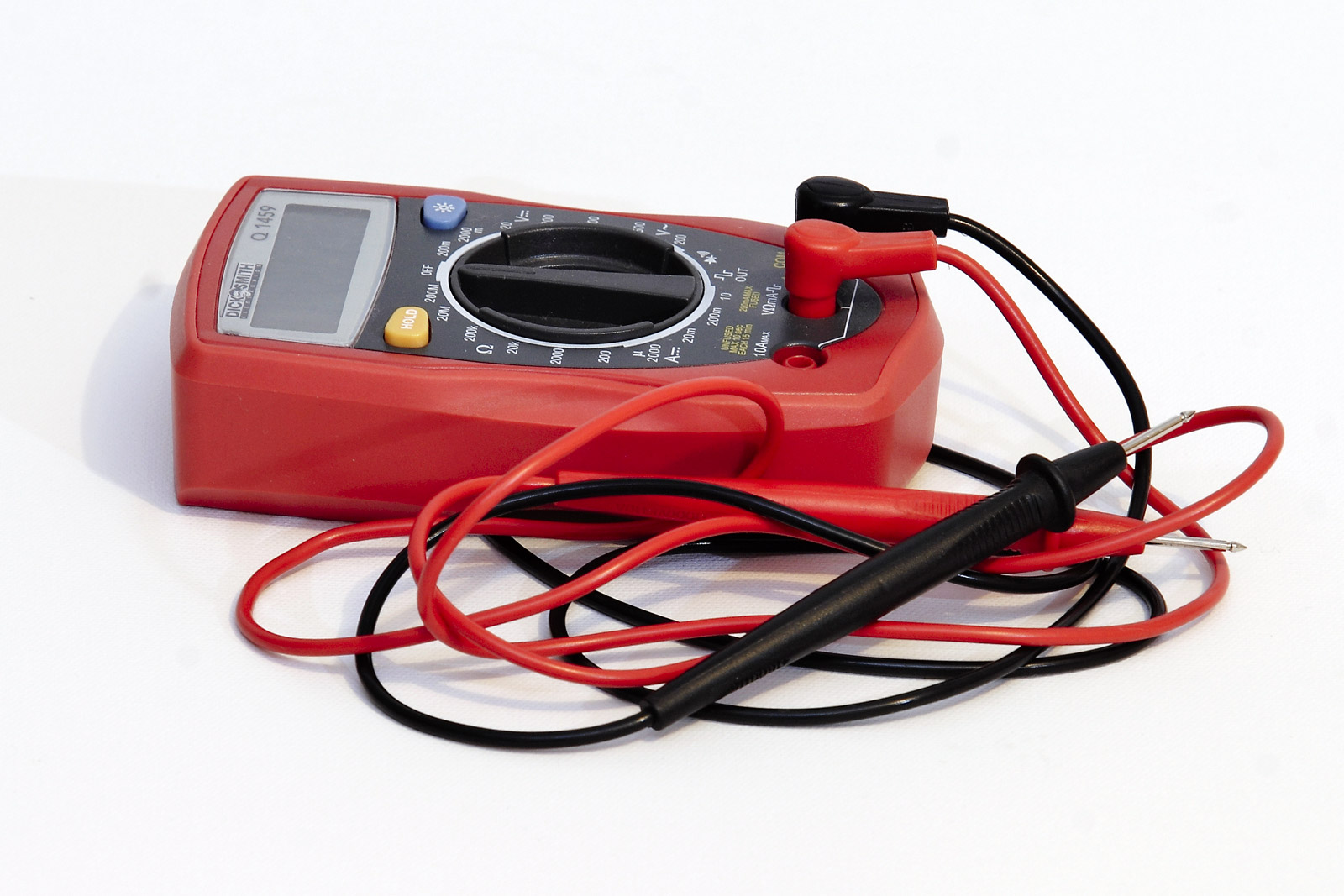
저항계

옴(기호: Ω)은 임피던스의 SI 단위(직류의 경우에는 전기 저항)로 옴의 법칙을 발견한 게오르크 옴의 이름을 따서 만들었다. 전기 저항을 표현하기 위해 초기의 전신 업무와 관련하여 실험적으로 유도된 표준 단위를 여러 가지로 개발하여 사용했지만, 1861년 영국과학진흥협회가 실제 작업에 편리한 크기로 기존의 질량과 길이, 시간 단위에서 유도한 단위를 제안했다. 이후 옴의 정의는 여러 번 수정되었고, 현재는 옴의 정의를 양자 홀 효과로 표현한다.

## 정의
1옴은 1암페어의 전류가 흐를 때, 1 볼트의 전위차를 일으킬 때 나타나는 전기저항으로 정의된다. 기호는 대문자 오메가를 쓴다.
{\displaystyle \Omega ={\dfrac {\text{V}}{\text{A}}}={\dfrac {1}{\text{S}}}={\dfrac {\text{W}}{{\text{A}}^{2}}}={\dfrac {{\text{V}}^{2}}{\text{W}}}={\dfrac {\text{s}}{\text{F}}}={\dfrac {\text{H}}{\text{s}}}={\dfrac {{\text{J}}{\cdot }{\text{s}}}{{\text{C}}^{2}}}={\dfrac {{\text{kg}}{\cdot }{\text{m}}^{2}}{{\text{s}}{\cdot }{\text{C}}^{2}}}={\dfrac {\text{J}}{{\text{s}}{\cdot }{\text{A}}^{2}}}={\dfrac {{\text{kg}}{\cdot }{\text{m}}^{2}}{{\text{s}}^{3}{\cdot }{\text{A}}^{2}}}}

## 컴퓨팅
유니코드는 옴 기호를 그리스어의 오메가 문자와 구별되는 U+2126 Ω ohm sign에 대응시키며 하위 호환을 위해서만 사용되어야 하며 그리스어 대문자 오메가 문자 U+03A9 Ω greek capital letter omega (HTML: &#937; &Omega;)의 사용이 선호된다. MS-DOS와 마이크로소프트 윈도우에서 알트 코드 ALT 234는 Ω 기호를 생성한다. 맥 OS에서 ⌥ Opt+Z가 같은 역할을 한다.

## 같이 보기
- 진동수
- 옴의 법칙